# ペール・レーフリング
ペール・レーフリング（Pehr Löfling、1729年1月31日 – 1756年2月22日）は、スウェーデンの博物学者である。「リンネの使徒たち」と呼ばれる、学者の一人で、現在のベネズエラの探検旅行を行った後、ベネズエラで病没した。
ヴァルボ（Valbo）に生まれた。父親は事務員であった。1743年に聖職者になろうとしてウプサラ大学に入学するが、カール・フォン・リンネに指導を受けて、植物学に転じた。リンネに好かれて、リンネの息子の家庭教師を務めた。1749年に学位を得た。
1751年にスペイン王、フェルナンド6世がイベリア半島の植物の研究のためにリンネを招いた時に、同行し1751年から1753年にかけて何回か植物採集旅行を行い、多くの薬草や種子を集めてウプサラ大学に送ったがこの仕事は完成しなかった。この間にスペイン語も学んだ。南米への調査旅行に備えて、大西洋岸の都市、エル・プエルト・デ・サンタ・マリーアで1月半すごし、その間、漁師と協力してスペインの魚類の博物誌を作った。
1754年、現在のベネズエラ地域のオリノコ川流域の探検旅行に加わった。2人の医師と2人の画家を伴った。18世紀最初の科学目的の南米探検であった。この旅行で多くの植物・動物標本が集められ、そのいくつかはスペイン王立植物園（Real Jardín Botánico de Madrid）で公開されている。2年後、ベネズエラのサン・アントーニオ・デ・カロニー（San Antonio de Caroní）で27歳で病没した。 
没後の1785年にリンネによってIter Hispanicum, eller resa til Spanska Länderna uti Europa och America 1751 til 1756としてレーフリングの仕事が出版された。
リンネによってナデシコ科の属 Loeflingiaに献名された。